# Monotropoideae
Sous-famille
Les Monotropoideae sont une sous-famille de plantes à fleurs de la famille des Ericaceae,.
Les membres de cette sous-famille sont notables pour leur mycohétérotrophie parfois obligatoire, c'est-à-dire qu'ils tirent tout ou partie de leurs nutriments carbonés grâce à une symbiose avec des champignons mycorhiziens, sans nécessairement les produire à partir de la photosynthèse.

## Liste des genres
La sous-famille des Monotropoidés se compose de 15 genres répartis en trois tribus, :

### Tribu des Monotropeae
- Allotropa Torr. & A. Gray ex A. Gray
- Cheilotheca Hook. fil.
- Hemitomes A. Gray
- Hypopitys Hill
- Monotropa L.
- Monotropastrum Andres
- Monotropsis Schwein. ex Elliott
- Pityopus Small
- Pleuricospora A. Gray

### Tribu des Pterospodeae
- Pterospora Nutt
- Sarcodes Torr.

### Tribu desPyroleae
- Chimaphila Pursh,
- Moneses Gray
- Orthilia Raf.
- Pyrola L.

## Liste des espèces en France
En France continentale et ultramarine, le site de l'INPN recense 11 espèces réparties en 5 genres (consulté en janvier 2022) :
- Monotropa
  - Monotropa hypopitys L., 1753
  - Monotropa uniflora L., 1753

- Chimaphila
  - Chimaphila maculata (L.) Pursh, 1814
  - Chimaphila umbellata (L.) W.P.C.Barton, 1817
- Pyrola
  - Pyrola americana Sweet, 1830
  - Pyrola chlorantha Sw., 1810
  - Pyrola media Sw., 1804
  - Pyrola minor L., 1753
  - Pyrola rotundifolia L., 1753
- Moneses
  - Moneses uniflora (L.) A.Gray, 1848
- Orthilia
  - Orthilia secunda (L.) House, 1921

## Caractéristique mycohétérotrophique
L'ensemble des espèces de cette sous-famille sont mycohétérotrophes.
Une plante mycohétérotrophe est dans la capacité d'obtenir la matière organique nécessaire à sa croissance non pas par photosynthèse (cf. plantes autotrophes) mais à partir d'un champignon ectomycorhizien avec lequel elle sera associée,, il s'agit alors d'une relation entre une plante et un champignon (dit symbiote). La plante va ainsi favoriser et mettre à profit le réseau mycorhizien du champignon pour se fournir tout ou partie de l'énergie et des nutriments dont elle a besoin pour sa croissance,,.
Lorsque la relation est obligatoire, c'est-à-dire que la plante se fournit en énergie et nutriments entièrement via son symbiote, il est possible de qualifier cette relation de parasitisme. Il s'agit par exemple de Pyrola aphylla, une espèce présente en Amérique du Nord.
Certaines plantes présentent deux stratégies pour se nourrir, elles sont capable de réaliser à la fois de la photosynthèse (elles sont autotrophes) et d'obtenir du carbone à partir d'un champignon (elles sont mycohétérotrophes). On appelle cette stratégie la mixotrophie. Elle peut se retrouver dans certaines espèces de la tribu des Pyroleae, tel que Pyrola picta et Chimaphila umbellata.

## Pollinisation et dispersion

### La pollinisation
Les fleurs des Monotropoideae présentent des caractéristiques particulières liés aux systèmes de pollinisation de l’espèce. D'après Wallace D.G., en 1977, cette sous-famille présente deux stratégies de pollinisation majoritaires, confirmées ensuite par des observations plus récentes : la pollinisation par les bourdons et l'autopollinisation,,.
Chez les Monotropoideae, la seule récompense présente pour les insectes visiteurs est en général le pollen. La pollinisation réalisée par le bourdon est une pollinisation vibratile : lorsqu'il est sur la fleur, le bourdon émet une vibration avec son corps qui éclate les anthères et libère ainsi le pollen. Cette stratégie notamment est adoptée par Moneses uniflora, Pyrola minor, P. rotundifolia et P. chlorantha qui sont visités exclusivement par des insectes réalisant ce type de pollinisation.
Pour de rares espèces, une production de nectar permet de favoriser les visites par un plus grand nombre d'insectes pollinisateurs, qui seront alors à la recherche de ce met. C'est le cas de Chimaphila umbellata, exclusivement visité par des insectes collectionneurs de nectar, et Orthilia secunda qui est visité à la fois par les collecteurs de nectar et des insectes à pollinisation vibratile.
L'autopollinisation est une stratégie employée par les Monotropoideae, tel que Hypopitys monotropa ou Pyrola minor, et est notamment permise grâce à une auto-compatibilité des fleurs d’une même plante, ou d’une plante génétiquement proche,.

### La dispersion
Les espèces de Monotropoideae ont des graines extrêmement petites, de quelques microgrammes seulement, et souvent très nombreuses au sein d'une capsule (entre 1000 et 7800 graines par capsules chez P. chlorantha et 5 autres Pyroleae).
La légèreté des graines permet une dispersion par le vent et par l'eau pouvant aller à plusieurs centaines de mètres de distance de la plante mère. Cependant, malgré leur petite taille et ces grandes distances atteintes pour certaines graines, la majorité d'entre elles (près 80%) sont déposées à moins d'un mètres de la plante mère. Une dispersion à longue distance des populations est peut-être permise  grâce à la production élevée de graines sur le long terme.

## Statuts d'évaluation, de protection et de menaces

### En France
En France, la plupart des espèces de cette sous-famille sont non évaluées ou considérés comme LC sur la liste rouge nationale, selon la classification de l'UICN. Celles-ci sont également majoritairement classées comme espèces déterminantes ZNIEFF.
Cependant, à l'échelle régionale, celles-ci sont plus souvent considérées comme menacées et bénéficient, pour cinq d'entre elles, d'une protection à portée régionale. C'est le cas par exemple de Pyrola minor qui est protégée sur les territoires des anciennes régions administratives du Centre, Basse-Normandie, Pays-de-la-Loire et Limousin.

### En Europe
Chimaphila umbellata est une espèce classée comme vulnérable sur la liste rouge européenne, celle-ci est considérée comme éteinte en France, et est également en voie de disparition en Suède.
Mais ce ne sont pas les seules espèces à être menacées, certaines comme P. chlorantha et M. uniflora, ont leurs populations actuellement en déclin en Suède et dans d'autres régions d'Europe. Avec ses populations fortement fragmentées, Hypopitys monotropa, qui présente en climat tempéré en Europe, Asie et Amérique du Nord, est considérée comme rare dans toute son aire de répartition.